# Индейская землянка

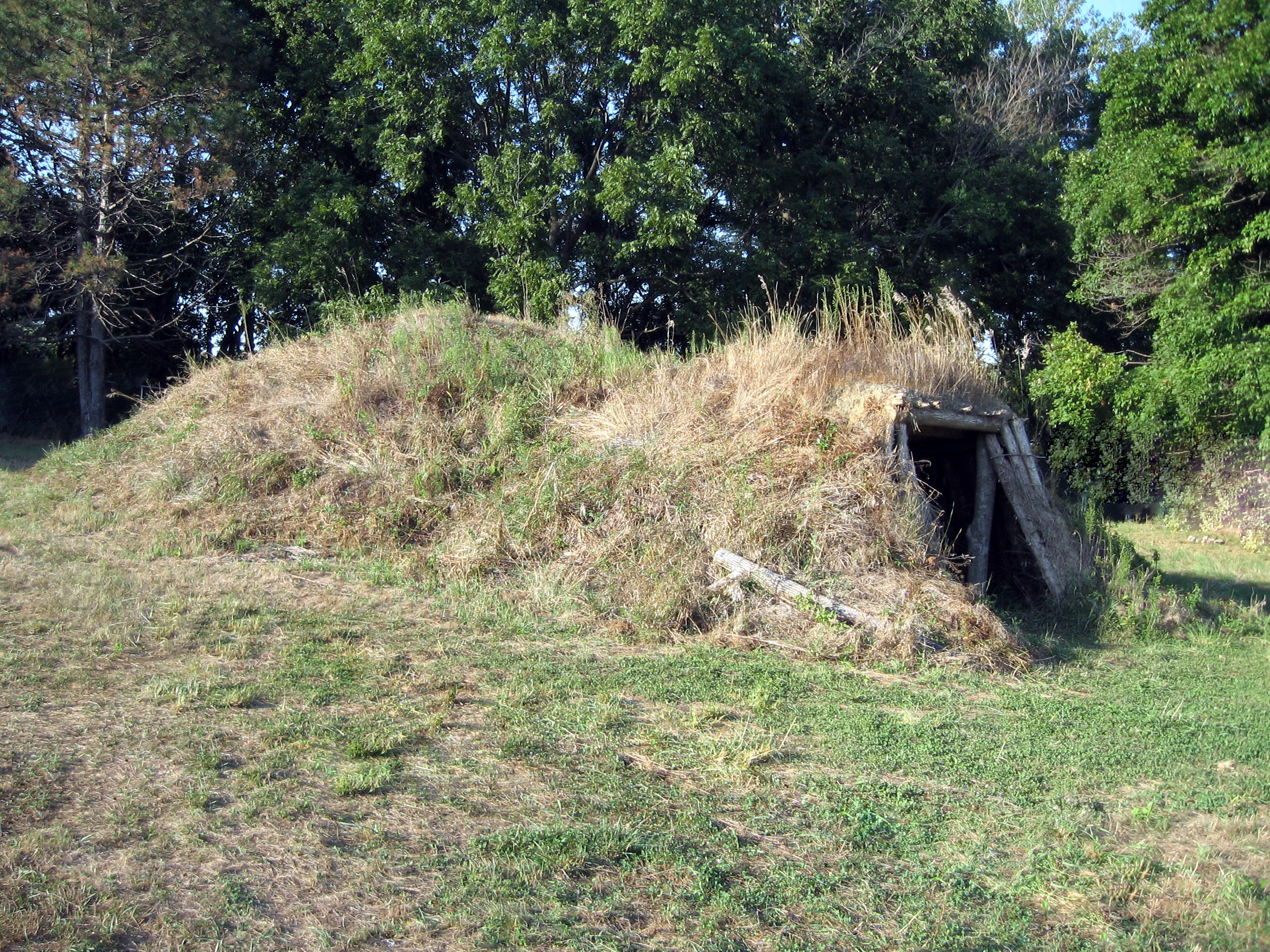
Реконструированная землянка в Гленвуде, Айова.

Индейская землянка — обычно полуподземное строение, покрытое полностью или частично землёй.

## Распространение
Данный тип жилищ был широко распространён среди доколумбовых культур востока США: Великих равнин и Восточного Вудленда. Во многих крупных курганных центрах миссисипской культуры обнаружены культовые землянки под курганами (возведённые до их сооружения) и в вершинах курганов. Ряд индейских курганов представляли собой результат последовательного сооружения, сноса и сооружения новых индейских землянок — таковы, в частности, курганы в Таун-Крике, некоторые курганы в Окмалги.

## История
Позднее землянки сооружали такие оседлые племена, как хидатса, манданы и арикара.

## Конструкции

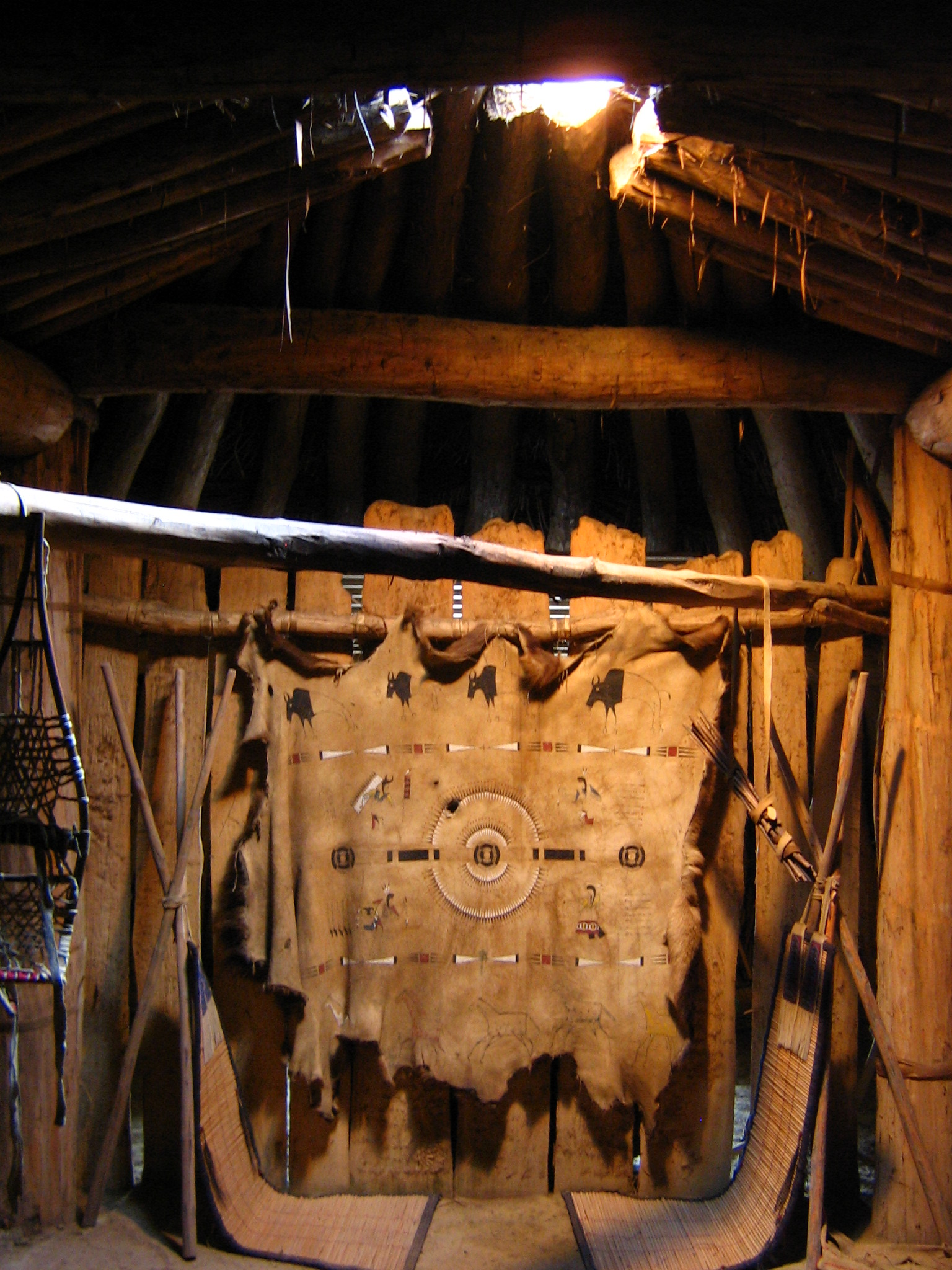
Реконструкция интерьера землянки манданов. Северная Дакота

Большинство индейских землянок имеют круглую форму с куполообразной крышей, с дымовым отверстием в его вершине — в центре или немного смещённым.
Землянки обычно представляли собой дома-мазанки, покрытые особо толстым слоем земли. Куполообразная форма землянки достигалась путём использования изогнутых древесных стволов, иногда использовалась четырёхскатная крыша. Во время сооружения землянки сначала вырывался неглубокий котлован глубиной около 1 метра, так, что пол здания оказывался несколько ниже уровня земли. Сваи устанавливались в отверстия, вырытые в земле по углам землянки, а вершины свай соединялись в середине конструкции. Землянки могли быть довольно крупными, до 18 метров в поперечнике, хотя величина их была ограничена размером стволов деревьев, используемых в качестве свай. Иногда использовались внутренние вертикальные сваи как опоры для крыши.
После того, как крыша покрывалась толстым слоем тростника, здание покрывалось толстым слоем земли, который служил в качестве теплоизоляции.

## Галерея

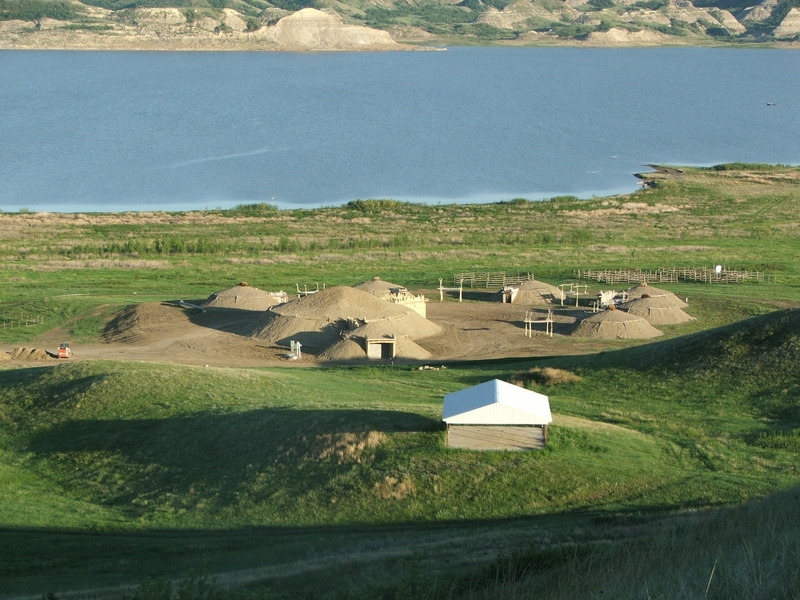
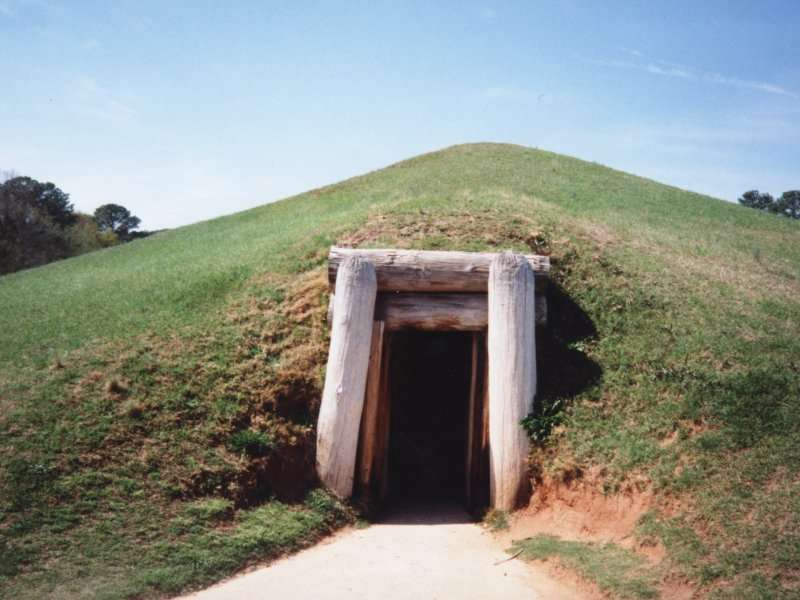
Культовая землянка в Окмалги
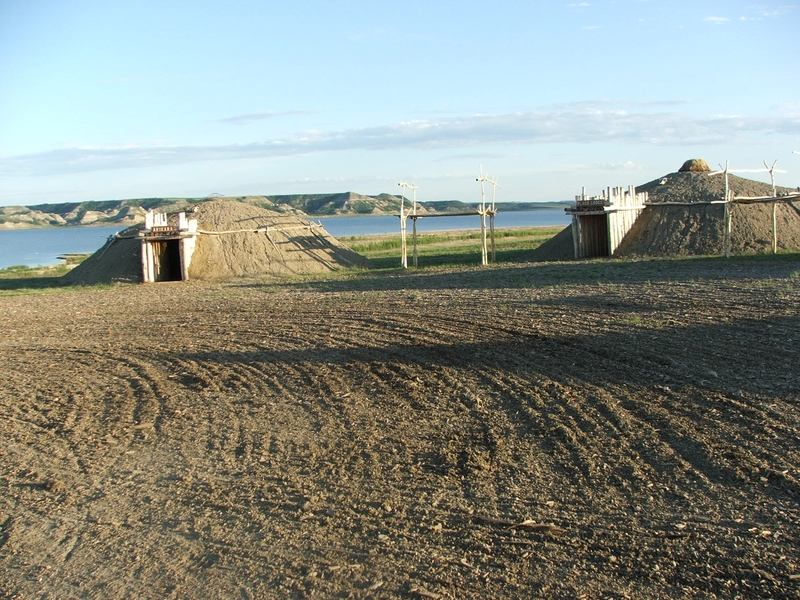